# Andrzej Dziadoń
Andrzej Tomasz Dziadoń (ur. 2 stycznia 1939 w Dąbrowie Górniczej) – polski inżynier, profesor nauk technicznych.

## Życiorys
W 1963 ukończył studia na Wydziale Metalurgicznym Akademii Górniczo-Hutniczej w Krakowie. Doktoryzował się w 1976 na Wydziale Metali Nieżelaznych macierzystej uczelni, natomiast stopień doktora habilitowanego uzyskał tamże w 1994 w oparciu o rozprawę pt. Rola lokalizacji odkształcenia w zjawisku dynamicznego starzenia polikrystalicznego tytanu alfa. Tytuł naukowy profesora nauk technicznych otrzymał 17 lipca 2013.
Od 1963 do 1967 pracował jako starszy technolog w Kieleckich Zakładach Wyrobów Metalowych Polmo-SHL, następnie zaś w Zakładach Precyzyjnych „Iskra” w Kielcach. W latach 1968–1998 był pracownikiem naukowo-dydaktycznym Akademii Górniczo-Hutniczej w Krakowie. W 1998 został zatrudniony na Politechnice Świętokrzyskiej na stanowisku profesora nadzwyczajnego. Związany był z Katedrą Metaloznawstwa i Technologii Materiałowych, obecnie pracuje w Katedrze Technik Komputerowych i Uzbrojenia na Wydziale Mechatroniki i Budowy Maszyn PŚk.
Specjalizuje się m.in. w inżynierii materiałowej, metaloznawstwie i obróbce cieplnej. Jest autorem lub współautorem ponad 85 publikacji. W 2002 został członkiem Sekcji Fizyki Metali i Metaloznawstwa PAN. Odznaczony Złotym Krzyżem Zasługi (1990) i Medalem Komisji Edukacji Narodowej (2002).